# Diversidad sexual en Madrid
Madrid, la capital de España, es conocida por su vibrante vida cultural y su compromiso con la diversidad y la inclusión. En particular, la ciudad ha emergido como uno de los epicentros más importantes para la comunidad LGTB (Lesbianas, Gays, Bisexuales y Transgénero) en Europa. La diversidad sexual en Madrid se celebra a través de una variedad de eventos, iniciativas comunitarias y políticas inclusivas, convirtiendo a la ciudad en un refugio para personas LGTB de todo el mundo.

## Historia

### Franquismoy postfranquismo
Durante la dictadura franquista (1939-1975), la homosexualidad era perseguida y criminalizada en España. Las personas LGTB enfrentaban severas restricciones y violencia, y muchos se vieron obligados a vivir en la clandestinidad. Tras la muerte de Francisco Franco en 1975 y la transición a la democracia, comenzó un lento proceso de liberalización y reconocimiento de los derechos de las personas LGTB.

### Años 80 y 90: nacimiento del movimiento LGTB en Madrid
La década de 1980 marcó un período crucial para el activismo LGTB en Madrid. Grupos como el Frente de Liberación Homosexual de Castilla (FLHOC) comenzaron a organizarse y a luchar por los derechos LGTB. En 1986, se fundó COGAM (Colectivo de Lesbianas, Gays, Transexuales y Bisexuales de Madrid), una de las organizaciones LGTB más influyentes en la ciudad. Durante los años 90, el barrio de Chueca comenzó a transformarse en el corazón de la comunidad LGTB, con la apertura de numerosos bares, discotecas y tiendas orientadas a esta comunidad.

### SigloXXI: consolidación y reconocimiento
Con la llegada del nuevo milenio, Madrid se consolidó como una de las ciudades más inclusivas y amigables para la comunidad LGTB. En 2005, España se convirtió en uno de los primeros países en legalizar el matrimonio entre personas del mismo sexo, lo que supuso un hito importante en la lucha por los derechos LGTB. Desde entonces, Madrid ha seguido avanzando en términos de reconocimiento y protección de los derechos LGTB, incluyendo leyes que permiten la adopción por parejas del mismo sexo y el reconocimiento de la identidad de género.

## Eventos

### Orgullo de Madrid (MADO)
El evento más destacado de la comunidad LGTB en Madrid es, sin duda, el Orgullo de Madrid (MADO). Celebrado anualmente a finales de junio y principios de julio, MADO es uno de los eventos del Orgullo más grandes del mundo, atrayendo a millones de personas de todas partes. El evento incluye una variedad de actividades, como desfiles, conciertos, conferencias y eventos culturales, culminando en la gran marcha del Orgullo que recorre las principales calles de la ciudad.

### Festival Internacional de Cine LGTB
El LesGaiCineMad es otro evento importante que celebra la diversidad sexual en Madrid. Fundado en 1996, es el festival de cine LGTB más grande del mundo hispanohablante y uno de los más antiguos de Europa. El festival presenta una selección de películas, documentales y cortometrajes que abordan temas relacionados con la comunidad LGTB, proporcionando una plataforma importante para la visibilidad y el diálogo.

### Otros eventos y celebraciones
Además de MADO y LesGaiCineMad, Madrid alberga numerosos eventos y festivales a lo largo del año que celebran la diversidad sexual. Estos incluyen el Festival Visible, dedicado a las artes escénicas y visuales LGTB, y el MadBear, un evento anual dirigido a la comunidad gay de osos.

## Organizaciones y asociaciones

### COGAM
COGAM (Colectivo de Lesbianas, Gays, Transexuales y Bisexuales de Madrid) es una de las organizaciones LGTB más antiguas y respetadas de la ciudad. Fundada en 1986, COGAM trabaja en una amplia gama de áreas, incluyendo la educación, la salud y los derechos humanos, proporcionando apoyo y recursos a la comunidad LGTB.

### Fundación Triángulo
La Fundación Triángulo es otra organización clave que trabaja para la igualdad y los derechos de las personas LGTB en Madrid. Fundada en 1996, la fundación se centra en la promoción de los derechos LGTB tanto a nivel nacional como internacional, con un enfoque particular en la cooperación y el desarrollo.

### Otras organizaciones
Además de COGAM y Fundación Triángulo, Madrid cuenta con numerosas otras organizaciones y colectivos que trabajan en apoyo de la comunidad LGTB, como Arcópoli, que se centra en la lucha contra la discriminación y la violencia, y la Asociación de Transexuales de Madrid (ATC), que trabaja específicamente en apoyo de las personas trans.

## Espacios y barrios LGTB

### Chueca
El barrio de Chueca es el epicentro de la vida LGTB en Madrid. Conocido por su ambiente vibrante y acogedor, Chueca alberga una gran cantidad de bares, discotecas, tiendas y restaurantes orientados a la comunidad LGTB. El barrio también es el principal escenario de las celebraciones del Orgullo de Madrid.

### Lavapiés
Lavapiés es otro barrio de Madrid conocido por su diversidad y su ambiente inclusivo. Aunque no es específicamente un barrio LGTB, Lavapiés es hogar de una gran variedad de personas de diferentes orígenes y orientaciones sexuales, y alberga varios eventos y actividades relacionados con la comunidad LGTB.

### Malasaña
Malasaña, conocido por su ambiente alternativo y bohemio, también es un barrio amigable para la comunidad LGTB. Con una gran cantidad de bares y locales nocturnos que atraen a una clientela diversa, Malasaña es un lugar popular entre los jóvenes LGTB de Madrid.

## Políticas y derechos LGTB

### Legislación nacional
España es uno de los países más avanzados en términos de derechos LGTB. En 2005, se legalizó el matrimonio entre personas del mismo sexo, y en 2007, se aprobó una ley que permite a las personas trans cambiar su nombre y género en los documentos oficiales sin necesidad de cirugía. Además, las parejas del mismo sexo tienen derecho a adoptar hijos.

### Iniciativas locales
A nivel local, el Ayuntamiento de Madrid ha implementado diversas iniciativas para promover la igualdad y la inclusión de las personas LGTB. Estas incluyen programas educativos en las escuelas, campañas de sensibilización y el apoyo a organizaciones LGTB. La ciudad también cuenta con una Oficina de Atención a la Diversidad Sexual y de Género, que proporciona recursos y apoyo a la comunidad LGTB.

### Desafíos actuales
A pesar de los avances significativos, la comunidad LGTB en Madrid aún enfrenta desafíos. La discriminación y la violencia homofóbica y transfóbica siguen siendo problemas importantes, y las personas LGTB de grupos marginados, como los migrantes y las personas trans, a menudo enfrentan barreras adicionales. Las organizaciones y activistas continúan trabajando para abordar estas cuestiones y garantizar que Madrid siga siendo una ciudad inclusiva y acogedora para todos.

## Cultura y medios de comunicación

### Literatura
La literatura y las publicaciones LGTB han desempeñado un papel importante en la visibilidad y el apoyo a la comunidad en Madrid. Revistas como "Shangay" y "Zero" han sido pioneras en la promoción de temas LGTB, ofreciendo una plataforma para la expresión y el diálogo.

### Cine y televisión
El cine y la televisión también han sido influyentes en la representación de la comunidad LGTB en Madrid. Películas como "La ley del deseo" de Pedro Almodóvar y series de televisión como "Veneno" han contribuido a una mayor visibilidad y comprensión de las experiencias LGTB.

### Artes escénicas
Las artes escénicas, incluyendo el teatro y la danza, han sido una parte integral de la cultura LGTB en Madrid. Teatros como el Teatro Infanta Isabel y el Teatro Lara han presentado producciones que abordan temas LGTB, proporcionando un espacio para la exploración artística y el activismo.